# Boom (album)
Boom – trzeci album zespołu Sexbomba wydany w 1993 przez wytwórnię Arston. Koncert zarejestrowano 14 grudnia 1992 w Radomiu.

## Lista utworów
1. „Alarm (ulice krzykną)” – 2:51
2. „Kiedy chcę otworzyć drzwi” – 3:34
3. „Nie zrozum mnie źle” – 2:24
4. „Bomby niczego nie zmienią (I tak)” – 2:28
5. „Samochody” – 2:01
6. „Sposób na świnie” – 3:21
7. „Gdzie są chłopcy z tamtych lat” – 1:47
8. „Taki jak ja” – 3:24
9. „Tak się nie da” – 2:51
10. „Co widzisz, słyszysz” – 3:54
11. „Prawdziwe oblicze szatana” – 2:30
12. „Wiara to broń” – 2:56
13. „Woda, woda, woda” – 4:03

## Skład
- Robert „Bambi” Szymański – wokal
- Waldemar „Los Valdemaros” Lewandowski – gitara, wokal
- Piotr „Opona” Welcel – gitara basowa, wokal
- Dominik „Doś” Dobrowolski – perkusja, wokal

Realizacja:
- Leszek Brzoza – foto
- Andrzej Puczyński – realizator dźwięku
- Grzegorz Piwkowski – miks
- Robert Szymański – projekt graficzny
- Sexbomba – muzyka
- Robert Szymański – słowa